# Albany (Texas)
 For alternative betydninger, se Albany. (Se også artikler, som begynder med Albany)
Albany er en by i delstaten Texas i USA. Den har 1.854 (2020) indbyggere og er hovedby i Shackelford County.
Byen var forsyningspunkt på den vestlige spor til Dodge City og er i dag vigtig olieproducent og forsyningscenter. Ca. 25 km fra Albany ligger resterne af det gamle Fort Griffin.